# Пердаздефогу
Пердаздефогу, Пердаздефоґу (італ. Perdasdefogu, сард. Foghesu) — муніципалітет в Італії, у регіоні Сардинія, провінція Ольястра.
Пердаздефогу розташоване на відстані близько 360 км на південний захід від Рима, 60 км на північний схід від Кальярі, 34 км на південний захід від Тортолі, 25 км на південний захід від Ланузеі.
Населення — 1988 осіб (2014).

## Демографія
Населення за роками:

Станом на 1 січня 2023 року в муніципалітеті офіційно проживало 20 іноземців з 7 країн, серед них 6 громадян країн Євросоюзу та 9 громадян України.

## Сусідні муніципалітети
- Ескалаплано
- Єрцу
- Сеуї
- Тертенія
- Улассаї
- Віллапутцу